# François-Auguste Damas
François-Auguste Damas (* 2. Oktober 1773 in Paris, Französisches Kaiserreich; † 7. September 1812 bei Borodino, russisches Kaiserreich) war ein französischer General der Kavallerie.

## Leben
Damas war der jüngste Sohn des Schreiners Étienne Damas und dessen Ehefrau Anne Elizabeth Courtois; General François-Étienne Damas war sein älterer Bruder. Begeistert von den Ideen der Revolution trat er am 14. Juli 1789 (Tag der Erstürmung der Bastille) zusammen mit seinem Bruder François-Étienne in die Garde nationale ein.
Nach kurzer militärischer Ausbildung wurde Damas im Herbst 1792 zur Armée du Rhin versetzt und fungierte dort ab Oktober desselben Jahres als Aide-de-camp bei General Balthasar von Schauenburg. Im Oktober des darauffolgenden Jahres wechselte Damas in gleicher Funktion zu seinem Bruder.
Ab 1794 diente Damas drei Jahre in der Armée de Sambre-et-Meuse und konnte sich mehrfach auszeichnen. Einige Jahre später kam er als Aide-de-camp von General Jean-Baptiste Kléber in dessen Stab und begleitete diesen bei Napoleons Feldzug nach Ägypten.
Am 20. Juli 1800 heiratete Damas in Paris Cathérine Claire von Nell und hatte mit ihr eine Tochter und einen Sohn: Étienne Philippe Damas (1801–1869), der später Stabsoffizier bei Jérôme Bonaparte wurde. 1811 kam Damas nach Kassel (Königreich Westphalen) an den Hof von Jérome Bonaparte. Er diente im Generalstab von Jean-Baptiste Eblé und war meistenteils mit administrativen Aufgaben betraut.
Als Napoleon 1812 seinen Russlandfeldzug plante, holte er u. a. auch Damas zurück nach Paris.
Damas fiel in der Schlacht bei Borodino am 7. September 1812 und fand seine letzte Ruhestätte am Rande des Schlachtfeldes.

## Ehrungen
- Ritter des Unionsordens (verliehen von Louis Bonaparte)
- Sein Name befindet sich am nördlichen Pfeiler (2. Spalte) des Triumphbogens am Place Charles de Gaulle in Paris